# Johan Antoni de Jonge

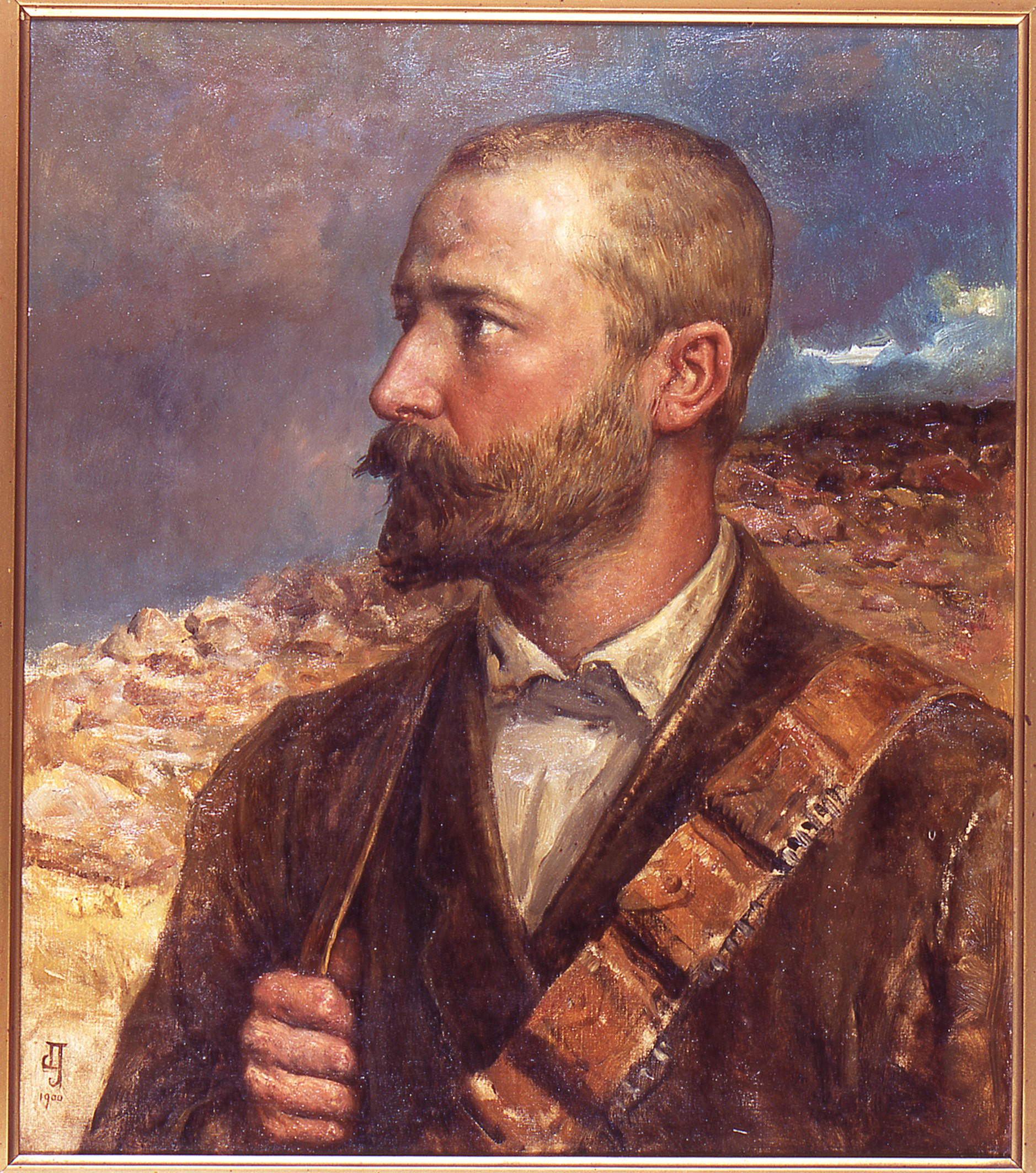
Portret van Herman Coster door De Jonge

Jhr. Johan Antoni de Jonge (Rotterdam, 7 november 1864 - Den Haag, 9 december 1927) was een Nederlands advocaat en kunstschilder.

## Biografie
De Jonge was een telg uit het geslacht De Jonge en de oudste zoon van jhr. mr. Bonifacius Cornelis (1834-1907), president van de rechtbank in Den Haag, en Elizabeth Henriette Maria Philipse (1839-1927), dochter van mr. Johan Antoni Philipse, advocaat-generaal van het Hooggerechtshof in Den Haag. In die tijd was het ongebruikelijk om kunstenaar te worden, dus ging hij rechten studeren in Leiden waar hij in 1889 promoveerde. Daarna vestigde hij zich als advocaat in Den Haag.
Van huis uit kreeg hij wel liefde voor de kunst mee en tijdens zijn studiejaren volgde hij lessen op de Haagse Tekenacademie en later bij enkele Haagse kunstenaars. Ook werd hij lid van Pulchri Studio, waardoor hij mee kon doen aan hun tentoonstellingen.
In 1903 stopte hij als advocaat en noemde zichzelf verder kunstenaar. Hij hoorde bij de tweede generatie van de Haagse School en was vooral tekenaar en aquarellist. Het Scheveningse strandleven boeide hem.
De Jonge is nooit erg naar buiten getreden met zijn werk, en heeft dus weinig verkocht. Ook na zijn dood memoreerde men hem als sociaal bewogen mens, die functies bekleedde in allerlei liefdadigheidsinstellingen en commissies. In 1904 werd hij benoemd tot Ridder in de Orde van Oranje-Nassau.
In 2007 heeft het Museum Panorama Mesdag een tentoonstelling gewijd aan het oeuvre van De Jonge. De tentoonstelling is geopend door John Sillevis, hoofdconservator van het Gemeentemuseum Den Haag. Er waren 70 werken te zien uit de verzameling van de Haagse collectioneur Fred Klomp. In 2014 volgde een soortgelijke expositie in Muzee Scheveningen, ook gebaseerd op de collectie-Klomp waarbij een publicatie verscheen.
De Jonge stierf ongehuwd. Zijn erven hebben een groot deel van de collectie aan de Staat geschonken. Het Prentenkabinet van de Universiteitsbibliotheek Leiden bezit enkele tientallen werken van De Jonge.
De Jonge was tevens eigenaar van het omvangrijke familiearchief.